# 정기동
정기동(1961년 5월 15일 ~ )은 대한민국의 전 축구 선수이자 지도자이다. 헌역 시절 포지션은 골키퍼다.

## 선수 생활
1981년 포항제철 축구단에 입단해 선수 생활을 시작하였으며, 1990년 이탈리아 월드컵 대표팀 선수로 활약했다. 1991년 은퇴했다가 차상광(1992년 LG에서 이적) 김승안 등 주전골키퍼들의 대표팀 차출로 공백이 생기자 1993년에 선수로 등록했었고 대구 FC에서 2007년에 플레잉코치로 등록하면서 선수 생활을 잠시 이었다.

## 지도자 생활
선수 은퇴 후인 1992년부터 2002년까지 포항 스틸러스의 골키퍼 코치를 맡았고, 딕 아드보카트가 요청하여 2006년 FIFA 월드컵에서 골키퍼 코치를 맡기도 하였다. 대구 FC, 단국대, 제주유나이티드 U-18팀을 거쳐 2014년부터 제주유나이티드 GK 코치로 일한다.